# 2021년 FIFA U-20 월드컵
2021년 FIFA U-20 월드컵은 2021년 5월 20일부터 6월 12일까지 인도네시아에서 개최될 예정이었던 23번째 FIFA U-20 월드컵 대회이다. FIFA는 2020년 12월 24일에 공개된 공식 성명을 통해 코로나19 범유행의 여파를 고려하여 2021년 FIFA U-20 월드컵 개최를 취소하는 한편 2023년 FIFA U-20 월드컵을 인도네시아에서 개최하기로 결정했다.

## 개최를 희망했던 국가
- 인도네시아
- 페루

국제 축구 연맹(FIFA)은 2019년 10월 24일에 중국 상하이에서 열린 FIFA 평의회에서 인도네시아를 해당 대회의 개최국으로 선정했다.

## 참가할 예정이던 팀
| 연맹                     | 예선                                                                                        | 참가할 예정이던 팀                                 |
| ------------------------ | ------------------------------------------------------------------------------------------- | -------------------------------------------------- |
| AFC (아시아)             | 2020년 AFC U-19 챔피언십                                                                    | 없음                                               |
| CAF (아프리카)           | 2021년 아프리카 U-20 축구 선수권 대회                                                       | 없음                                               |
| CONCACAF (북중미&카리브) | 2020년 CONCACAF U-20 축구 선수권 대회                                                       | 없음                                               |
| CONMEBOL (남아메리카)    | 2021년 CONMEBOL U-20 축구 선수권 대회                                                       | 없음                                               |
| OFC (오세아니아)         | 2020년 OFC U-20 축구 선수권 대회                                                            | 없음                                               |
| UEFA (유럽)              | 2020년 UEFA U-19 축구 선수권 대회 (코로나19 범유행의 여파로 인하여 취소됨, UEFA에서 지명함) | 잉글랜드 · 프랑스 · 이탈리아 · 네덜란드 · 포르투갈 |
| 개최국                   | 개최국                                                                                      | 인도네시아                                         |

- ^ : 처음으로 참가할 예정이던 팀.

## 예정되어 있던 개최 도시 및 경기장
| 겔로라 붕 카르노 스타디움                                                       | 겔로라 붕 토모 스타디움   | 잘락 하루팟 스타디움       |
| 수용 인원: 77,193명                                                             | 수용 인원: 45,280명       | 수용 인원: 27,000명        |
|                                                                                 |                           |                            |
| 자카르타팔렘방반둥수라바야수라카르타기아냐르2021년 FIFA U-20 월드컵(인도네시아) |                           |                            |
| 수라카르타                                                                      | 기아냐르                  | 팔렘방                     |
| 마나한 스타디움                                                                 | 캅텐 I 와얀 딥타 스타디움 | 겔로라 스리위자야 스타디움 |
| 수용 인원: 20,000명                                                             | 수용 인원: 22,931명       | 수용 인원: 23,000명        |
|                                                                                 |                           |                            |